# Baumbach (Salzach)
Der Baumbach ist ein etwa 700 Meter langer Bach, der am östlichen Ortsrand von Kleinvillars im baden-württembergischen Enzkreis verläuft und von rechts in die Salzach mündet.

## Name
Als Flurname erscheint der Name erstmals im Ölbronner Lagerbuch von 1512 als „bonnenbach“ oder „Bonbach“. Ab 1693 wurde die Bezeichnung „Bombach“ geläufig. Der Name könnte als „baumbestandener Bach“ oder „gebannter Bach“ gedeutet werden.

## Geographie

### Verlauf
Der Baumbach entsteht etwa 200 m östlich von Kleinvillars am Rande des Schillingwaldes auf einer Höhe von etwa 240 m ü. NHN. Er fließt zunächst in südwestlicher Richtung am östlichen Ortsrand von Kleinvillars. Er verläuft dabei mit einem Abstand von etwa 50 bis 100 m parallel zum Baumbachweg und zur Ölbronner Straße. Im 19. Jahrhundert durchfloss er einen mittlerweile trocken gelegten See, welcher Feuersee genannt wurde. Nach etwa 600 m biegt er nach rechts ab und kreuzt die Ölbronner Straße, um kurz darauf auf einer Höhe von etwa 217 m ü. NHN von links in die Salzach zu münden. Nahe dem Mündungsbereich fließt auf der gegenüberliegenden Seite der Mühlgraben in die Salzach.

### Einzugsgebiet
Das Einzugsgebiet des Baumbachs besitzt eine Fläche von etwa 0,65 km² und gehört naturräumlich zum Kraichgau. Es umfasst den östlichen Teil von Kleinvillars sowie den südlichen Teil des Knittlinger Schillingwalds.
Die höchste Erhebung des Einzugsgebiets liegt mit 267 m ü. NHN im Gewann Lerchenfeld, etwa 600 m östlich von Kleinvillars. Die südliche Grenze des Gebiets beginnt am Mündungspunkt und verläuft quer durch das landwirtschaftlich genutzte Lerchenfeld, wohingegen die Westgrenze größtenteils durch Siedlungsfläche zieht. Der Schillingswald macht mit einer Fläche von etwa 0,3 km² fast die Hälfte des Einzugsgebietes aus.

### LUBW
Allgemeiner Einstieg ohne Voreinstellungen und Layer: Daten- und Kartendienst der Landesanstalt für Umwelt Baden-Württemberg (LUBW) (Hinweise)
1. 1 2 3  Höhe nach dem Höhenlinienbild auf dem Hintergrundlayer Topographische Karte.
2. ↑  Länge abgemessen auf dem Hintergrundlayer Topographische Karte.
3. ↑  Einzugsgebiet abgemessen auf dem Hintergrundlayer Topographische Karte.
4. ↑  abgemessen auf dem Hintergrundlayer Topographische Karte.

### Andere Belege
1. ↑  Friedrich Huttenlocher, Hansjörg Dongus: Geographische Landesaufnahme: Die naturräumlichen Einheiten auf Blatt 170 Stuttgart. Bundesanstalt für Landeskunde, Bad Godesberg 1949, überarbeitet 1967. → Online-Karte (PDF; 4,0 MB)
2. ↑  Johannes Haßpacher: Ein Dorf an der Grenze - Die Chronik von Ölbronn: mit Beiträgen zur Geschichte der Waldenser sowie der Orte Kleinvillars, Mulinhusen und Dürrn. Pforzheim 1982, S. 47.
3. ↑  Klein-Villars. In: Karl Eduard Paulus (Hrsg.): Beschreibung des Oberamts Maulbronn (= Die Württembergischen Oberamtsbeschreibungen 1824–1886. Band 52). H. Lindemann, Stuttgart 1870, S. 239 (Volltext [Wikisource]).